# Hadramaut (muhafaza)
Hadramaut  (arap. حضرموت) je jedna od 20 jemenskih muhafaza. Ova pokrajina nalazi se na sjeveroistoku zemlje uz obale Arapskog mora.
Hadramaut ima površinu od 167.280 km² i 1,029.462 stanovnika. Vrlo je rijetko naseljen i ima svega 6,2 st./km².
Od 2004. godine ovoj pokrajini pripada i otočje Sokotra koja je ranije bila u sastavu muhafaze Adan.